# مقتل سيدرا حسونة
سيدرا حسونة هي فتاة فلسطينية تبلغ من العمر 7 سنوات من شمال قطاع غزة قُتلت مع عائلتها بالإضافة إلى 67 - ~100 آخرين، خلال سلسلة من الغارات الجوية شنها الجيش الإسرائيلي في رفح في 12 فبراير 2024. نتيجة للقصف، قُتلت سيدرا وشقيقتها التوأم وشقيقها البالغ من العمر 15 شهراً ووالديها وأجدادها وعمها بعد أن قصف الجيش الإسرائيلي المبنى الذي كانوا يحتمون به في رفح، حيث كانوا قد هُجروا إليه قسراً.
وحظي مقتلها باهتمام كبير على وسائل التواصل الاجتماعي، حيث تداول المستخدمون صورة تظهر جثتها المشوهة. حيث تمزقت ساقاها بسبب الغارات الجوية، وتُركت جثتها الهامدة مُعلقة من أعلى نقطة في منزل مدمر. لاحقاً، تبين أن سيدرا حسونة وأفراد عائلتها من أقارب حسام زملط، السفير الفلسطيني لدى المملكة المتحدة.
ووقعت الهجمات التي شنها الجيش الإسرائيلي خلال عملية لتحرير رهينتين كانت حماس تحتجزهما على بعد 1.7 كم من المكان الذي قُتلت فيه عائلتها. وربطت مصادر الحكومة الإسرائيلية الغارات الجوية بعملية إنقاذ الرهينتين، عملية اليد الذهبية، واصفة الغارات الجوية بأنها تمويه أو «غطاء ناري».

## مقتلها
شنت قوات الجيش الإسرائيلي هجوماً جوياً على رفح في 12 فبراير 2024، وهي مدينة تقع في جنوب قطاع غزة، حيث كان ما يقدر بنحو مليون فلسطيني، بما في ذلك سيدرا وعائلتها، يبحثون عن ملجأ. قُتلت سيدرا وشقيقتها التوأم وشقيقها البالغ من العمر 15 شهراً ووالديها وأجدادها وعمها، الذين نزحوا قسراً من شمال غزة، أثناء الغارات الجوية عندما قُصف المبنى الذي كانوا يحتمون به.
اكتسبت قصة سيدرا اهتماماً عالمياً بعد أن بدأ تداول صورة بيانية لجثة حسونة المشوهة على وسائل التواصل الاجتماعي، بما في ذلك إنستغرام. نتيجة للقصف الجوي، تمزقت ساقا سيدرا، وأطاح القصف بجثتها التي تعلقت على نقطة أعلى من منزل مدمر. تبين أن سيدرا حسونة هي ابنة عم لزوجة حسام زملط، سفير فلسطين لدى المملكة المتحدة. والذي نشر منشوراً إضافياً على تويتر، حيث شارك صورة سيدرا بالإضافة إلى صورة جثتها الهامدة، بالإضافة إلى صور لأقارب آخرين قُتلوا في الهجوم. وتلقى زملط التعازي من النائبين زارا سلطانة وناديا وايتومي، بالإضافة إلى مستشار الظل السابق جون ماكدونيل.
أعاد المتظاهرون في المدرسة الثانوية تسمية شارع ماساتشوستس باسم سيدرا حسونة أثناء احتجاجات الحرم الجامعي المؤيدة للفلسطينيين في 2024 في معهد ماساتشوستس للتكنولوجيا. كما أعاد المتظاهرون في كلية هارفارد في ساحة هارفارد أيضاً تسمية عدة مهاجع، بما في ذلك قاعة هولورثي، إلى «قاعة حسونة»، لتكريم الأطفال والإعلاميين الفلسطينيين الذين قتلوا وذلك في 10 مايو 2024.

## ردود الفعل
- سجدة علي [الإنجليزية]: «التلاعب بالكلمات. المراوغة في الحديث. يبتسم الحقير، لكنه يعترف بمهارة مفتخراً إلى حد ما بالتلاعب. هذا مروع، مرة أخرى. ومرة أخرى. كم مرة أخرى سيحدث هذا؟»[15]
- زارا سلطانة: «أحر التعازي لك ولعائلتك على خسارتك الفادحة يا حسام. ومن أجل سيدرا وعشرات الآلاف من الفلسطينيين الذين قتلوا، سنواصل النضال من أجل المساءلة والعدالة.»[11]
- ريتشارد بورغون: «حسام، خالص التعازي. لا أستطيع أن أتخيل الألم الذي تعانيه أنت وعائلتك.. هناك حاجة ماسة إلى وقف إطلاق النار لوضع حد للقتل والمعاناة ويجب محاسبة المسؤولين عن ذلك.»[11]
- جيرمي كوربين: «عزيزي حسام وعائلتك، أشعر بالصدمة والغضب والفزع إزاء خسارتكم وآلاف آخرين في هذا الهجوم المثير للاشمئزاز على الشعب الفلسطيني.. إنكم تبذلون الكثير من الجهد لتمثيل فلسطين على الرغم من الألم الفظيع لهذه الخسارة.»[16]
- أوين جونز: «أنا آسف للغاية. هذه جريمة ذات أبعاد تاريخية والألم الذي فرض عليك وعلى أحبائك وعلى الشعب الفلسطيني لا يغتفر.»[16]